# I racconti dei vampiri
I racconti dei vampiri è un volume di fumetti inserito nella saga di Buffy l'ammazzavampiri e dedicato alla figura del vampiro, alle loro storie e alla loro concezione del mondo.
Il volume è l'ultimo della saga che la casa editrice Dark Horse Comics ha dedicato alle avventure della Cacciatrice; al contrario, in Italia, è stato una delle prime pubblicazioni che la casa editrice Free Books ha messo in commercio su Buffy.
Questo paperback racchiude cinque fascicoli, pubblicati separati a cadenza mensile, composti ciascuno da due storie di diversi vampiri presentate in una introduzione, denominata appunto Tales of the Vampires, in cui il vampiro prigioniero Roche racconta, come se fosse materia di studio, ad un gruppo di ragazzini appena iscritti al Consiglio degli Osservatori storie sue e di altri vampiri.
L'impaginazione del volume non rispetta la sequenza delle pubblicazioni editoriali mescolando le varie storie tra loro. La cronologia esatta è la seguente:
- Tales of the Vampires n.1 (dicembre 2003) - I Racconti dei Vampiri n. 1, Il Problema coi Vampiri, Stacy.
- Tales of the Vampires n.2 (gennaio 2004) - I Racconti dei Vampiri n. 2, Trova il Vampiro, Jack.
- Tales of the Vampires n.3 (febbraio 2004) - I Racconti dei Vampiri n. 3, Padre, Antico.
- Tales of the Vampires n.4 (marzo 2004) - I Racconti dei Vampiri n. 4, Tazza di Polvere, Prendersi Cura degli Affari.
- Tales of the Vampires n.5 (aprile 2004) - I Racconti dei Vampiri n. 5, A Qualcuno Piace Caldo, Intorpidito.

All'interno del volume ha trovato posto anche il fumetto Dames apparso su Drawing on Your Nightmares, un numero speciale su Halloween che la Dark Horse ha pubblicato nel settembre 2003.

## Trama

### I racconti dei vampiri
- Testi : Joss Whedon
- Disegni: Alex Sanchez
- Chine: Derek Fridolfs
- Colori: Michelle Madsen

Inghilterra, fine Ottocento. Un episodio diviso in sei spezzoni di sole quattro pagine che fungono da prologo alle cinque pubblicazioni editoriali mensili più una conclusione.
- Prologo 1: quattro ragazzini, appena iscritti al Consiglio degli Osservatori, vengono condotti in un sotterraneo dove trovano, legato con catene, il vampiro Roche, pronto a raccontare agli allievi storie di altri vampiri.
- Prologo 2: dopo aver ascoltato per tutto il giorno storie di vampiri, i ragazzi si ritirano nei loro alloggi discutendo sul perché un vampiro che si lascia sfruttare come interlocutore dai membri del Consiglio mostri però tanta fierezza.
- Prologo 3: una dei ragazzi, Edna, sta scrivendo sul suo diario su come il vampiro la turbi ma allo stesso tempo le faccia provare desiderio di conoscenza; il giorno successivo, nuovamente di fronte al vampiro, la ragazza si rivolge a lui chiamandolo "Bestia" e suscitando la sua ira.
- Prologo 4: Edna si dimostra nuovamente irrispettosa nei confronti del vampiro chiedendogli di raccontare la sua storia da umano; veniamo così a sapere che era un calzolaio in Germania e che colui che lo ha vampirizzato gli ha anche trasmesso il dono di "mesmerizzare" le persone (incantarle con il proprio influsso). Detto questo, il vampiro afferra per il collo Roger, uno dei ragazzi.
- Prologo 5: Edna non si lascia impressionare e punta un coltello al collo di Sophie, un'altra ragazza, poiché ha capito che è lei il Sire di Roche e che ha intenzione di liberarlo; smascherata, Sophie si trasforma nel vampiro che è e si prepara a scagliarsi contro Edna.
- Conclusione: i membri del Consiglio eliminano Sophie ma Edna li critica per i metodi che usano come addestramento per i giovani Osservatori; detto questo, la ragazza è comunque soddisfatta dell'esperienza e torna dal proprio fidanzato, il panettiere Giles. Si capisce così che Edna è la nonna di Rupert Giles.

### Padre
- Testi: Jane Espenson
- Disegni: J. Alexander
- Colori: Michelle Madsen
- Prima pubblicazione USA: Tales of the Vampires n.3, Father (febbraio 2004)

Los Angeles, 2000. Un uomo coricato sul letto prossimo alla morte racconta la sua vita ed il rapporto con il padre, vampirizzato nel 1922 quando lui era ancora neonato e rimasto al suo fianco per accudirlo anche dopo essere rinato come vampiro. Ci viene mostrato come il padre vampiro fosse presente il giorno delle nozze del figlio nel 1946 (avvenute inspiegabilmente per la moglie in serata) ed al momento della nascita del nipote quattro anni dopo come se si trattasse di una normale famiglia unita. A causa della suocera, che percepiva qualcosa di maligno in quell'uomo, il protagonista del racconto fu costretto ad allontanare il padre vampiro dalla famiglia e non lo rivide più per cinquant'anni. Sentendo approssimarsi la fine, nel 2000 padre e figlio si ritrovano ed il vampiro ricomincia ad assistere il figlio, ormai molto anziano. Improvvisamente fa irruzione nella stanza una ragazza che attacca il vampiro e lo impaletta credendo che stesse facendo del male all'anziano che, rimasto ora solo, può così finalmente morire.
- Curiosità: l'uomo non è in grado di spiegare chi sia questa ragazza ma dalle fattezze con cui viene mostrata e dalla sua ubicazione (Los Angeles 2000, cioè dopo essere fuggita da Sunnydale al termine di Chi sei?, 16º episodio della quarta stagione) è naturale ritenere possa trattarsi di Faith Lehane.

### Trova il vampiro
- Testi: Jane Espenson
- Disegni: Scott Morse
- Prima pubblicazione USA: Tales of the Vampires n.2, Spot the Vampire (gennaio 2004)

Un'immagine di persone all'interno di un negozio in pieno periodo natalizio. Ci viene chiesto di osservare attentamente tutti gli individui ritratti perché fra di loro si nasconde un vampiro. Dopo la presentazione di tutti i singoli personaggi ci viene rivelato il trucco: l'immagine iniziale è racchiusa in una cornice e quindi stiamo osservando uno specchio in cui non è possibile vedere l'immagine riflessa di un vampiro. Siamo quindi spacciati perché questo significa che il vampiro è già alle nostre spalle.

### Tazza di polvere
- Testi: Jane Espenson
- Disegni: Jeff Parker
- Prima pubblicazione USA: Tales of the Vampire n.4, Dust Bowl (marzo 2004)

Kansas, 1933. Joe Cooper e la madre stanno coltivando un appezzamento di terreno quando vengono sorpresi da una tromba d'aria che solleva terra e polvere. Mentre Joe sta radunando il bestiame, la madre accoglie in casa uno sconosciuto convincendo il figlio a dargli riparo per quella notte. Il giorno seguente lo sconosciuto è sparito ma la madre è diventata un vampiro che si scaglia sul figlio mordendolo. Quando si risveglia, Joe rammenta l'accaduto ed uccide la madre ma non ha coscienza di essere diventato un vampiro. Sfoga la sete di sangue con uno dei suoi animali dopodiché si ricorda della locandina del film Dracula visto a Kansas City e decide di mettere in pratica quanto pensa di aver capito: si reca alla fattoria della sua vicina Sal proprio mentre ricompare il sole dopo la tempesta di polvere ed inizia a bruciare ma viene salvato dalla ragazza che lo fa entrare in casa. Privo di istruzioni com'è, Joe assale la vicina e la morde fino alla morte, dopodiché attente quel risveglio che non avviene e capisce di aver trascurato qualche particolare. Non potendo chiedere spiegazioni a nessuno, Joe continuerà ad uccidere ed a provare a vampirizzare tutti gli sventurati che passeranno dalla sua fattoria, riempiendo di cadaveri la stalla.

### Jack
- Testi: Brett Matthews
- Disegni: Vatche Mavlian
- Colori: Michelle Madsen
- Prima pubblicazione USA: Tales of the Vampires n.2, Jack (gennaio 2004)

Londra, novembre 1888. La città è scossa dagli efferati omicidi attribuiti al famoso Jack lo Squartatore e le forze dell'ordine brancolano nel buio. Soltanto il vecchio Sovrintendente James, che ha studiato il caso per anni, riesce a ricostruire il modus-operandi dell'assassino trovandone prima il covo e cogliendolo poi sul fatto mentre sta per uccidere una prostituta. Jack si scaglia contro il vecchio credendo di eliminarlo facilmente ma inaspettatamente James si rivela essere un vampiro potente che sconfigge ed elimina lo Squartatore. A questo punto James informa l'ispettore Mallory che rinuncia al caso.

### Stacy
- Testi: Joss Whedon
- Disegni: Cameron Stewart
- Colori: Chip Zdarsky
- Prima pubblicazione USA: Tales of the Vampires n.1, Stacy (dicembre 2003)

USA, 2002. Stacy è una giovane ragazza attirata dalla magia e desiderosa di diventare un essere speciale come i protagonisti del film Il Signore degli Anelli. Una sera, all'uscita da una festa, la ragazza viene morsa da un vampiro ed abbandonata in un cespuglio. Quando si risveglia sente di essere diversa, speciale, connessa ad altri individui, vampiri come lei, ed attribuisce il fatto alla magia.

### A qualcuno piace caldo
- Testi: Sam Loeb
- Disegni:Tim Sale
- Prima pubblicazione USA: Tales of the Vampires n.5, Some Like it Hot (aprile 2004)

Europa, inizio XIX secolo. Un vampiro non riesce a rassegnarsi alla perdita della possibilità di scaldarsi al sole e si sottopone ad un intervento di asportazione del cuore, la cui presenza è la causa dell'impedimento, e sostituzione con una sorta di peacemaker. L'essere può finalmente vagare anche di giorno, scaldarsi e soffrire il caldo ed il sudore che lo costringono a bere.

### Il problema coi vampiri
- Testi: Drew Goddard
- Disegni: Paul Lee
- Colori: Michelle Madsen
- Prima pubblicazione USA: Tales of the Vampires n.1, The Problems with Vampires (dicembre 2003)

Praga, 1997. Spike e Drusilla vengono sorpresi dalla folla mentre stanno mordendo due giovani. Spike viene pestato, impalettato (ma non nel punto giusto) e gettato nel fiume. Drusilla viene condotta da un inquisitore che la lega ad una sedia piena di chiodi e la tortura. Mentre Spike si risveglia sulla riva del fiume e cerca con metodi molto bruschi di ottenere informazioni su dove rintracciare l'amata, la vampira subisce dall'inquisitore un processo dovuto al fatto di essere un individuo totalmente dedito al dolore, capace solo di infliggerlo ad altri e di percepire quello di tanti nel mondo. Drusilla tuttavia resiste alla tortura perché nel suo cuore non c'è solo dolore ma anche enorme amore per il suo ragazzo, il vampiro che ama. Quando l'inquisitore decide di porre fine alla tortura ed eliminare la donna, Spike irrompe nella stanza, uccide l'uomo e libera Drusilla che, sebbene molto debole, gli suggerisce di partire alla volta della Bocca dell'Inferno, luogo di dimora della Cacciatrice.
- Continuity: viene mostrato perché Drusilla è debole all'inizio della seconda stagione e si costruisce così il collegamento alla frase che Spike dice nell'episodio Un avversario pericoloso (2x03) rivolgendosi all'amata : «(Drusilla) Mi manca Praga. (Spike) Ma se ti hanno quasi ucciso là.».

### Prendersi cura degli affari
- Testi e colori: Ben Englund
- Chine: Derek Fridolps
- Colori: David Nestelle
- Prima pubblicazione USA: Tales of the Vampires n.4, Taking Care of Business (marzo 2004)

Un vampiro goloso di canditi si accinge a scagliarsi contro un prete ma prima di morderlo desidera raccontargli la sua vita. Scopriamo così come anche lui, seicento anni prima, era stato un frate, per giunta inquisitore, e che dopo essere stato vampirizzato si era convinto che ciò era accaduto per volere di Dio, per dargli modo di eliminare tutte le persone che ne hanno una credenza fuorviata. Il prete risponde al vampiro di essere lui stesso Dio e di essere stato frainteso sulle sue intenzioni. Convince il vampiro a recarsi nel deserto ad aspettare il sorgere del sole per porre fine alla sua missione. Dopo che il vampiro se n'è andato, l'uomo vestito da prete viene fermato dallo sceriffo e riaccompagnato a casa dove dovrà prendere le medicine per curare la sua instabilità mentale.

### Dame
- Testi: Brett Matthews
- Disegni: Sean Phillips
- Prima pubblicazione USA: Drawing on Your Nightmare - Halloween Special (settembre 2003)

Las Vegas. Un vampiro giocatore d'azzardo interviene in difesa di un'avvenente donna circondata dai buttafuori del casinò. Dopo averla salvata, la porta in un luogo isolato dove la donna consenziente si lascia mordere. Il vampiro tuttavia perde i sensi dopo aver assaporato il sangue forse avvelenato della donna e si risveglia ore dopo nel deserto, senza riparo ne protezione dai raggi del sole nascente.

### Antico
- Testi: Drew Goodard
- Disegni: Ben Stenbeck
- Prima pubblicazione USA: Tales with the Vampires n.3, Antique (febbraio 2004)

Buffy, Kira ed un'altra Cacciatrice si recano al castello di Dracula a salvare Xander divenuto nuovamente (era già accaduto nell'episodio Il Morso del Vampiro della quinta stagione) servitore del vampiro. Dopo aver cercato di intimorire in tutti i modi le ragazze, Dracula si scaglia su Buffy ma viene sconfitto. Una volta arreso, il vampiro racconta alla Cacciatrice di come abbia necessità di essere circondato da servitori perché senza di loro si sentirebbe solo e vecchio.
- Continuity: questo è il primo racconto ambientato dopo la fine della settima stagione, scritto ben tre anni prima della pubblicazione della collana Buffy l'ammazzavampiri - ottava stagione.

### Intorpidito
- Testi: Brett Matthews
- Disegni:Cliff Richard
- Colori: Michell Mandsen
- Prima pubblicazione USA: Tales of the Vampires n.5, Numb (aprile 2004)

Sunnydale, Natale 2000. Angel è tormentato dal Primo, il male primordiale che si manifesta assumendo le sembianze delle persone che il vampiro ha ucciso. Il Primo, sotto le sembianze di Jenny Calendar, lo indirizza verso un luogo dove Angel viene affrontato nientemeno che da Angelus, il se stesso privo di anima, il quale insinua di essere l'unica vera direzione da seguire, l'unico vero impulso che solo l'anima provvisoria di Angel ostacola.
- Continuity: la storia si integra fedelmente con quanto trasmesso nell'episodio della terza stagione Espiazioni (3x10), ampliandola con il confronto Angel/Angelus che era mancato nell'episodio televisivo; unica piccola anacronicità è la descrizione iniziale di Sunnydale come ricoperta di neve mentre sappiamo dal telefilm che questo avviene solo a fine episodio e che si tratta di un evento eccezionale.